# Чесанский сомон
Се́льское поселе́ние «Чесанский сомон» (бур. Чисаанын һомон) — муниципальное образование в Кижингинском районе Бурятии Российской Федерации.
Административный центр — улус Загустай.

## История
Статус и границы сельского поселения установлены Законом Республики Бурятия от 31 декабря 2004 года № 985-III «Об установлении границ, образовании и наделении статусом муниципальных образований в Республике Бурятия»

## Население
| 2002  | 2011  | 2012  | 2013  | 2014  | 2015  | 2016  |
| ----- | ----- | ----- | ----- | ----- | ----- | ----- |
| 2264  | ↘2128 | ↘2083 | ↘2032 | ↘2010 | ↘1993 | ↘1950 |
| 2017  | 2018  | 2019  | 2020  | 2021  | 2023  | 2024  |
| ↘1922 | ↘1850 | ↘1840 | ↘1792 | ↘1578 | ↘1524 | ↘1467 |

## Состав сомона
| № | Населённый пункт | Тип населённого пункта       | Население |
| - | ---------------- | ---------------------------- | --------- |
| 1 | Загустай         | улус, административный центр | ↘1199     |
| 2 | Кулькисон        | улус                         | ↘82       |
| 3 | Хуртэй           | посёлок                      | ↘859      |